# Cayo Fonteyo Capitón (cónsul 12)
Cayo o Gayo Fonteyo Capitón  fue un senador del Alto Imperio romano, que desarrolló su cursus honorum bajo los imperios de Augusto y Tiberio.

## Orígenes familiares
Era hijo de Cayo Fonteyo Capitón, uno de los partidarios de Marco Antonio durante el enfrentamiento de éste con Octaviano.

## Carrera pública
Fue designado Consul ordinarius en 12, bajo Augusto. En época de Tiberio, en 22/23, fue designado proconsul de la provincia Asia. Terminado su mandato en esta provincia, fue acusado falsamente por Numerio Vibio Sereno en 25, aunque resultó absuelto.

## Descendencia
Su hijo fue Cayo Fonteyo Capitón consul ordinarius en 59.